# Maria Lluïsa Orriols i Vidal
Maria Lluïsa Orriols i Vidal (Vilanova i la Geltrú, 6 de gener de 1946 - 14 de gener de 2011) fou una historiadora local, especialista en història medieval i arxivera. Llicenciada per la Universitat de Barcelona, a la Facultat de Geografia i Història, en la secció d'Història medieval. Va ser professora de geografia i història a l'Institut Manuel de Cabanyes.
Del 1992 al 1997 va ser responsable de l'Arxiu Municipal de Vilanova, actualment Arxiu Comarcal del Garraf. Ha estat arxivera al Museu del Vi de Vilafranca del Penedès, a la Parròquia de Santa Maria de la Geltrú, a la Parròquia de Sant Antoni Abat de Vilanova i la Geltrú, a l'Arxiu Històric Municipal de Vilanova, a l'Arxiu Històric Comarcal del Garraf i a la Biblioteca-Museu Victor Balaguer. Va col·laborar en l'actualització de l'Arxiu del Monestir de Sant Benet de Montserrat.
L'any 2002 va guanyar el Premi Equitat, convocat per l'Ajuntament de Vilanova i la Geltrú, amb un treball sobre la dona a la baixa edat mitjana a la Geltrú, posteriorment editat (El Cep i la Nansa, 2003).

## Llibres
- Alguns aspectes de la Geltrú a la Baixa Edat Mitjana Vilanova i la Geltrú: l'Ajuntament. Comissió de Cultura, 1984
- Els Artífexs del retaule de Santa Maria de la Geltrú Vilanova i la Geltrú: Círcol Catòlic, 1992 (en col·laboració amb Joaquim Vicente Ibañez)
- El capbreu de la Rectoria de la parroquial església de Santa Maria de la Geltrú l'any 1495 Vilanova i la Geltrú: Parròquia de Santa Maria de la Geltrú, 1995 (en col·laboració amb Xavier Sordi i Esteva)
- Thesauri Guialtrude: recull d'articles de Mn. Nicolau Faura [apunt biogràfic a càrrec de M.Ll. Orriols i Vidal] Vilanova i la Geltrú: Consell Pastoral Parroquial de Santa Maria de la Geltrú, 1996
- La Confraria del Sant Crist de Santa Maria de la Geltrú: una història de 350 anys Vilanova i la Geltrú: Confraria del Sant Crist de Santa Maria de la Geltrú, 2000
- Aproximació a la dona geltrunenca del segle XV Vilanova i la Geltrú: El Cep i la Nansa, 2003
- Vilanova i la Geltrú, l'any 1570, a propòsit d'un Vot del poble Vilanova i la Geltrú: El Cep i la Nansa, 2004
- Moviment urbanístic a la Vila nova a les darreries del segle XVI Vilanova i la Geltrú: Ajuntament de Vilanova i la Geltrú, 2007
- L'Ermita de Sant Cristòfor (segles XV i XVI) Vilanova i la Geltrú: Grup Fem Pous. Parròquia de Santa Maria de la Geltrú, 2010